# Bornholms regionkommun

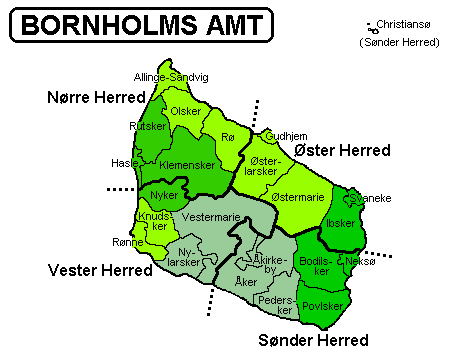
Bornholms amt med kommuner före 2003 och före 1970. De fem kommuner som inrättades vid kommunreformen 1970 är markerade i gröna nyanser. Smala linjer markerar de 21 kommuner som fanns före reformen. Feta linjer markerar de fyra häraderna. Christiansø (Ertholmene) är ett kommunfritt område.

Bornholms regionkommun (danska: Bornholms regionskommune) är en kommun i Region Hovedstaden i östra Danmark. Den omfattar ön Bornholm. Ytan är 588,53 km² och invånarantalet 38 966 (2025). Kommunens centralort är staden Rønne.

## Administrativ historik
Fram till den danska kommunreformen 1970 fanns på ön 21 kommuner, varav 6 städer (danska købstadskommuner) och 15 landskommuner (danska sognekommuner). Dessa grupperades 1970 i 5 "storkommuner" (danska primærkommuner). Vid denna reform infördes i Danmark en enhetlig kommuntyp, när skillnaden mellan städer och landskommuner helt avskaffades. För uppgifter som täckte hela ön fanns ett landsting (danska amtskommune).
Vid en folkomröstning den 29 maj 2001 beslutades att från 1 januari 2003 slå ihop Bornholms amt (länet) med de dåvarande fem kommunerna Allinge-Gudhjem, Hasle, Nexø, Rønne och Åkirkeby.
Regionkommunen fungerade också som amt från 1 januari 2003 till 31 december 2006 för Bornholm. Benämningen Regionskommune (svenska: regionkommun) antogs från 1 januari 2003 och har behållits, även om regionkommunen från 1 januari 2007 inte längre innehar de viktigaste regionalpolitiska uppgifterna. Den har dock sitt eget trafikbolag (BAT) och vissa stadsplaneringsuppdrag. På grund av sin avlägsna belägenhet har kommunen fått behålla benämningen regionkommun.
Sammanläggningen av alla Bornholms kommuner kom att föregripa den landsomfattande sammanläggning av kommuner över hela Danmark, som genomfördes i samband med den danska kommunreformen 2007. I samband med den reformen ersattes Danmarks amt med regioner. Bornholm tillhör numera Region Hovedstaden.

## Geografi
Bornholm ligger i Östersjön sydost om Skåne och 140 kilometer öster om Köpenhamn. Regionkommunen omfattar hela ön Bornholm, men inte den lilla ögruppen Ertholmene, som lyder direkt under det danska försvarsministeriet.

## Befolkning
Bornholms regionkommun har knappt 40 000 invånare. Bornholms folkmängd var som mest drygt 48 000 på 1950-talet men har sedan dess minskat.

## Politik
Från och med 2018 (kommun- och regionval 21 november 2017) minskas antalet av kommunfullmäktige från 27 till 23.

## Tätorter
I Bornholms regionkommun finns 19 tätorter (danska: byområder):
- Allinge-Sandvig
- Gudhjem
- Hasle
- Klemensker
- Lobbæk
- Muleby
- Nexø
- Nyker
- Nylars
- Pedersker
- Rønne
- Snogebæk
- Svaneke
- Tejn
- Vestermarie
- Åkirkeby
- Årsdale
- Østerlars
- Østermarie

Orterna Balka och Listed har tidigare räknats som tätorter men uppfyller inte längre kriterierna.

## Socknar
| 1. Christiansø socken (Ertholmene – inte en del av regionkommunen) 2. Allinge-Sandvigs socken 3. Rutskers socken 4. Olskers socken 5. Rø socken 6. Gudhjems socken 7. Hasle socken 8. Klemenskers socken 9. Østerlarskers socken 10. Nykers socken 11. Knudskers socken 12. Vestermarie socken 13. Østermarie socken 14. Ibskers socken 15. Svaneke socken 16. Rønne socken 17. Nylarskers socken 18. Aakers socken 19. Bodilskers socken 20. Nexø socken 21. Pederskers socken 22. Poulskers socken |